# Алтенбекен
Алтенбекен (њем. Altenbeken) општина је у њемачкој савезној држави Северна Рајна-Вестфалија. Једно је од 10 општинских средишта округа Падерборн. Према процјени из 2010. у општини је живјело 9.406 становника. Посједује регионалну шифру (AGS) 5774004.

## Географија
Алтенбекен се налази у савезној држави Северна Рајна-Вестфалија у округу Падерборн. Општина се налази на надморској висини од 250 метара. Површина општине износи 76,2 km².

## Становништво
У самом мјесту је, према процјени из 2010. године, живјело 9.406 становника. Просјечна густина становништва износи 123 становника/km².

## Међународна сарадња
| Мјесто | Држава    | Врста сарадње | Од    |
| ------ | --------- | ------------- | ----- |
| Бетон  | Француска | партнерство   | 1993. |
| Извор  |           |               |       |